# Dialnet
Dialnet (eigene Schreibweise auch: DIALNET; Akronym für spanisch Servicio de difusión de alertes en la Red, zu Deutsch: Benachrichtigungsdienst im Internet; weitere Bezeichnung: Servicio de Alertas y Hemeroteca Virtual de Sumarios de Revistas Científicas Españolas) ist die größte bibliografische Datenbank für sozial- und geisteswissenschaftliche Aufsatzliteratur in spanischer Sprache. Sie wird seit 2001 von der Universität La Rioja betrieben. Träger ist die Fundación Dialnet, eine Stiftung spanischen Rechts, die im Februar 2009 gegründet wurde und die bei der Universität angesiedelt ist.
Das mehrsprachige Portal verzeichnet Jahrgänge und Inhaltsverzeichnisse von wissenschaftlichen Zeitschriften, Monografien und Hochschulschriften, die in Spanien veröffentlicht wurden, mit Nachweisen zu Bibliotheken, die den jeweiligen Titel in ihrem Bestand haben. Ein Teil der nachgewiesenen Werke sind im Volltext zu nutzen. Im Sommer 2018 wurden laut Datenbank-Infosystem über 10.200 Zeitschriften und über 146.000 Dissertationen nachgewiesen, insgesamt über 6 Millionen Dokumente.
Die Daten aus Dialnet sind frei über das Internet abrufbar. Registrierte Benutzer haben darüber hinaus kostenfreien Zugang zu Benachrichtigungen über die Inhaltsverzeichnisse neu erschienener Zeitschriftenausgaben (sogenannte TOC alerts). Daneben gibt es den Dienst Dialnet plus mit zusätzlichen kostenpflichtigen Funktionen. Die Dialnet-IDs von Autoren oder Veröffentlichungen werden auch in dem Open-Data-Portal Wikidata verzeichnet.